# استیون گلاور
استیون آنتوان گلاور (انگلیسی: Stephen Antuan Glover; زادهٔ ۱۸ ژوئن ۱۹۸۸) فیلم‌نامه‌نویس، رپر، بازیگر و تهیه‌کننده اهل ایالات متحده آمریکا است. او به خاطر نویسندگی مجموعه کمدی درام شبکه اف‌اکس به نام آتلانتا شناخته می‌شود.